# Franz Eybl

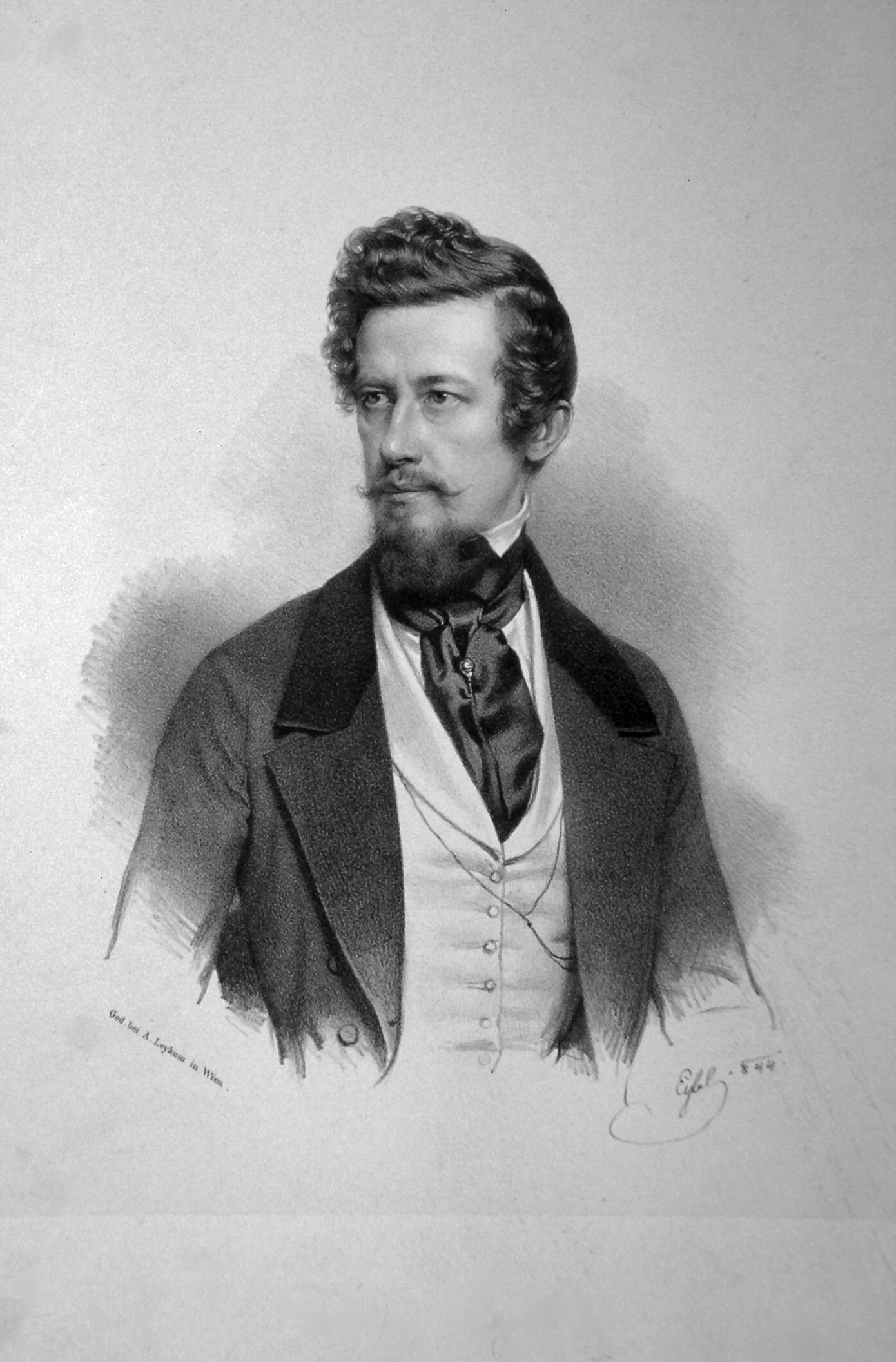
Autoportrét, litografie, 1844

Franz Eybl také Adolf Eybl, Eybel nebo von Eybel (1. dubna 1806 Vídeň – 29. dubna 1880 Vídeň), byl rakouský malíř a litograf, především portrétista vídeňského dvora, rakouské a uherské šlechty, poslanců říšského parlamentu a osobností kultury Rakouské monarchie. Podobně jako Josef Kriehuber byl vyhledáván pro fotografickou přesnost tváří portrétovaných osob. Dochovaly se dvě desítky maleb a kolem 300 grafických portrétů, které často sám kreslil na papír (méně často namaloval) a pak převedl do litografie. Až do nástupu fotografie byl vůdčím vídeňským grafikem tohoto oboru. V oboru měšťanské žánrové malby bývá řazen společně s Georgem Waldmüllerem k čelným rakouským mistrům doby předbřeznové.

## Životopis
Narodil se v Gumpendorfu, (tehdy předměstí Vídně, připojenému k městu až roku 1850). V roce 1816, tedy ve věku 10 let již byl přijat na Akademii výtvarných umění ve Vídni, která ještě nebyla vysokou školou a sídlila u sv. Anny. Nejprve nastoupil k Josefu Klieberovi do kovozpracovatelské a brusičské školy, poté v roce 1817 přešel na malbu k Josefu Mössmerovi do krajinářské třídy a v letech 1820–1823 studoval kresbu podle antických modelů u Johanna Baptisty Lampiho mladšího a Franze Cauciga (1755–1828). V roce 1828 uzavřel studium historické malby u Johanna Petra Kraffta. V roce 1825 obdržel Gundelovu cenu a v roce 1828 Lampiho cenu.
V roce 1830 se oženil s Antonií Jordanovou. Roku 1843 byl přijat za řádného člena Vídeňské akademie, od roku 1853 se stal druhým kurátorem Císařské obrazárny v paláci Belvedere (nynější Rakouská galerie), od roku 1857 byl jejím prvním kurátorem a od roku 1867 také vyučoval v tamním restaurátorském ateliéru, který založil Eduard von Engerth. Měl rád hudbu a hudebníky, což promítl do idylických portrétů, například Josefa Haydna, nebo Wolfganga Amadea Mozarta.
Zemřel ve svém služebním sídle v paláci Belvedere. Byl pohřben v čestném hrobě na Vídeňském ústředním hřbitově (skupina 17 C, řada 1, č. 6). V roce 1933 po něm byla pojmenována ulice Eyblweg ve Vídni-Leopoldau.

## Dílo
Maloval žánrové kompozice, zátiší a portréty, zprvu romantické, stylizované v intencích biedermeieru. Od svého učitele Lampiho se naučil přesné charakteristice tváří, oděvů a materiálů, v jasném světle; často k portrétu připojoval charakteristické květiny. Někdy portrétoval osobu v jejím domácím prostředí. Vyhledával pozoruhodné tváře i mezi chudými venkovany či žebráka. Žánrové prostředí komponoval po vzoru svého učitele Petra Kraffta.
Oproti tomu litografické portréty prováděl většinou jako oficiální zakázky, v daleko větším množství než olejomalby. Vydával je často v tiskárně Johanna Rauha, tiskly se také v barevných verzích (chromolitografie) a v tematických albech, například Velitelé rakouské armády, nebo Ženy a děti. V Čechách patřily k oblíbeným jeho pozdní portréty maršála Radeckého.

## Galerie

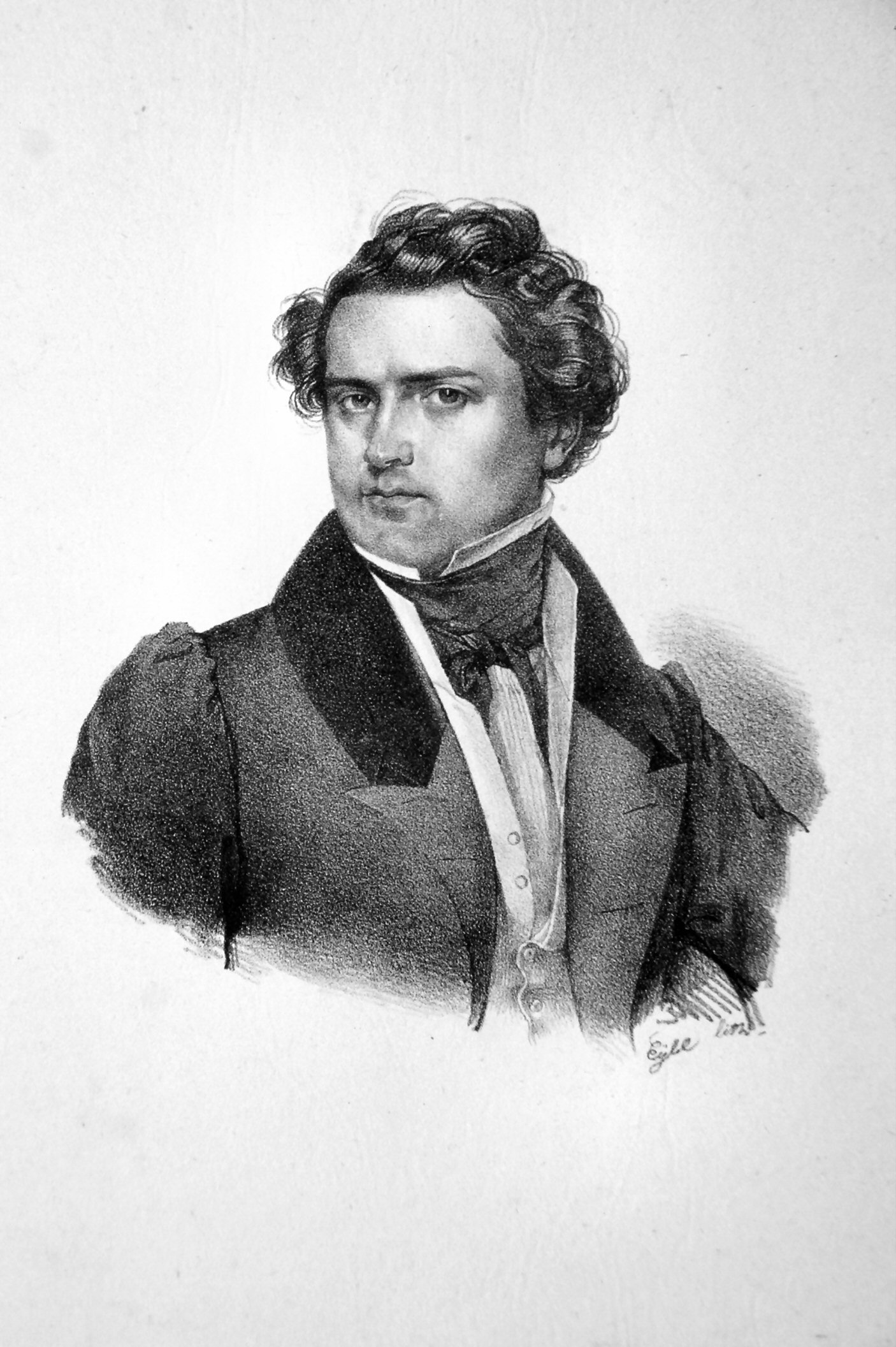
Pěvec August Fischer, asi ̟1830
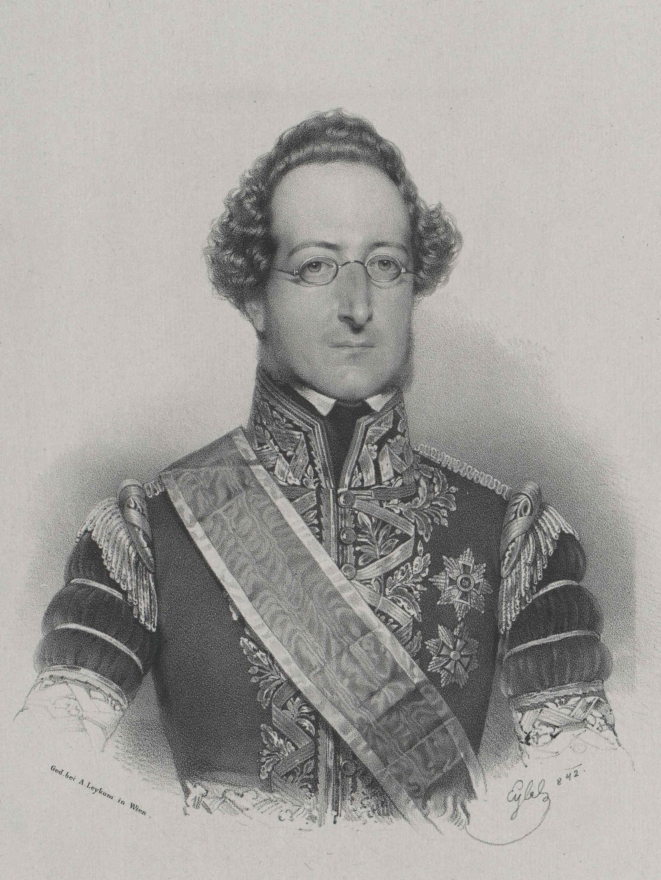
August Longin Lobkowicz, po 1830
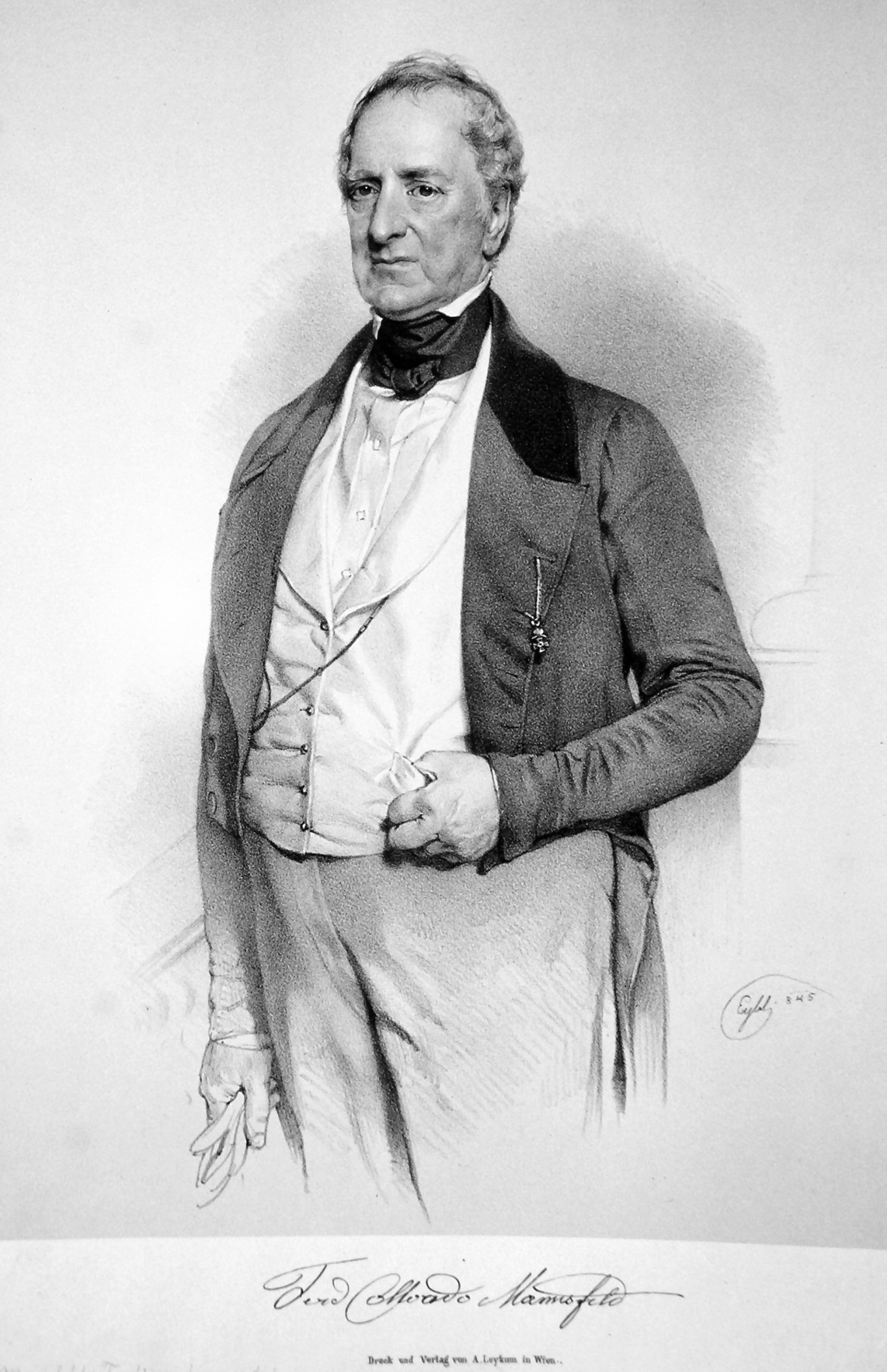
Ferdinand von Colloredo-Mansfeld, 1845
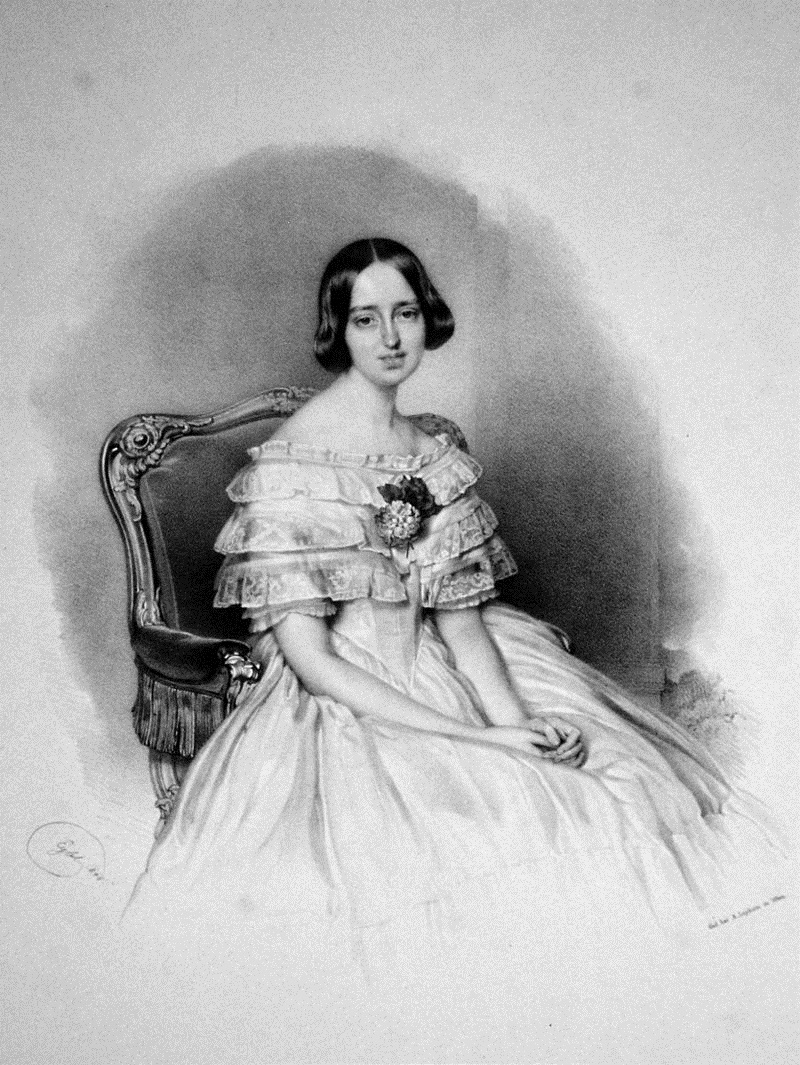
Maria Beatrix d'Este, 1846
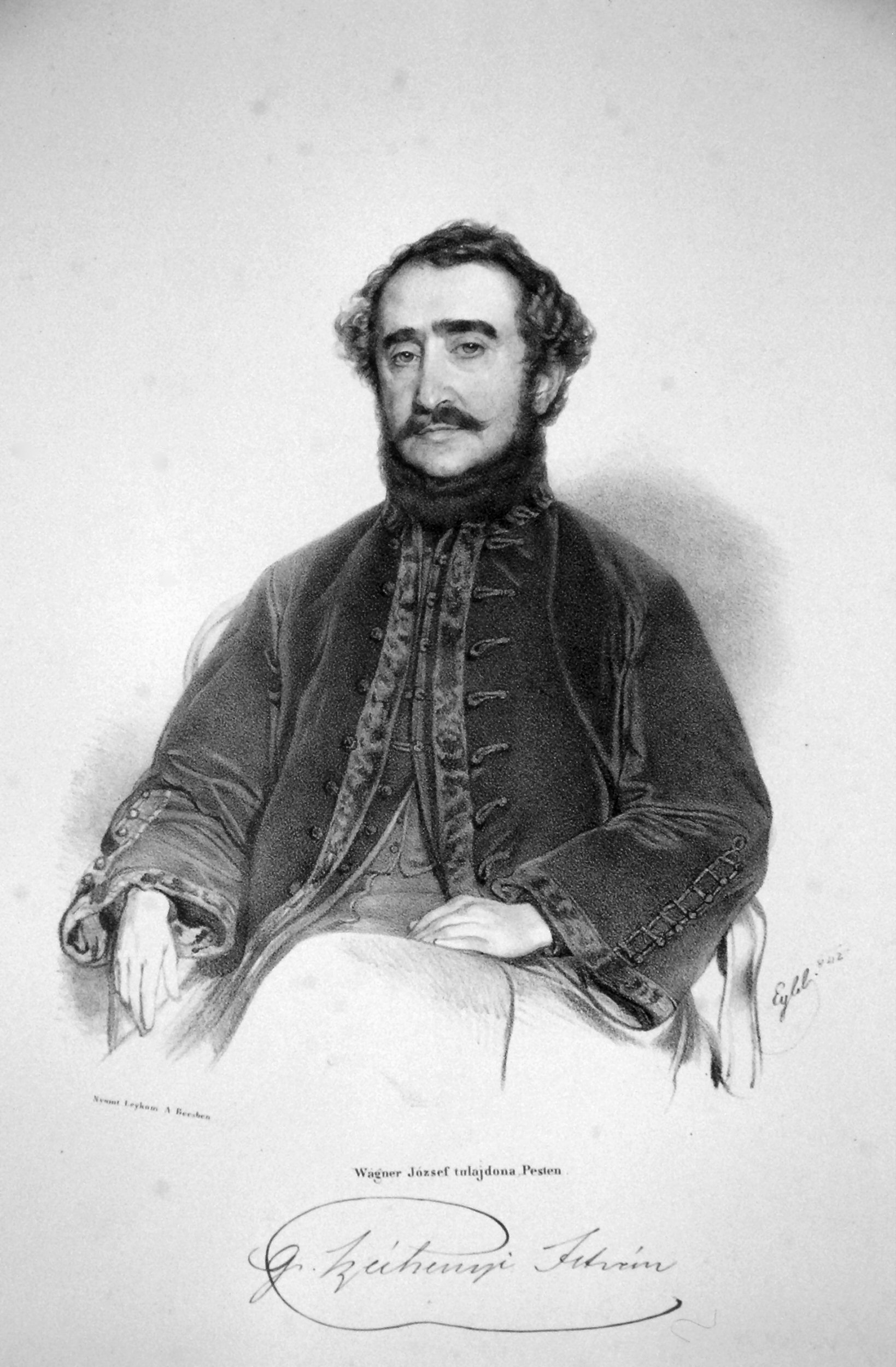
Ištván Széchenyi (1848)
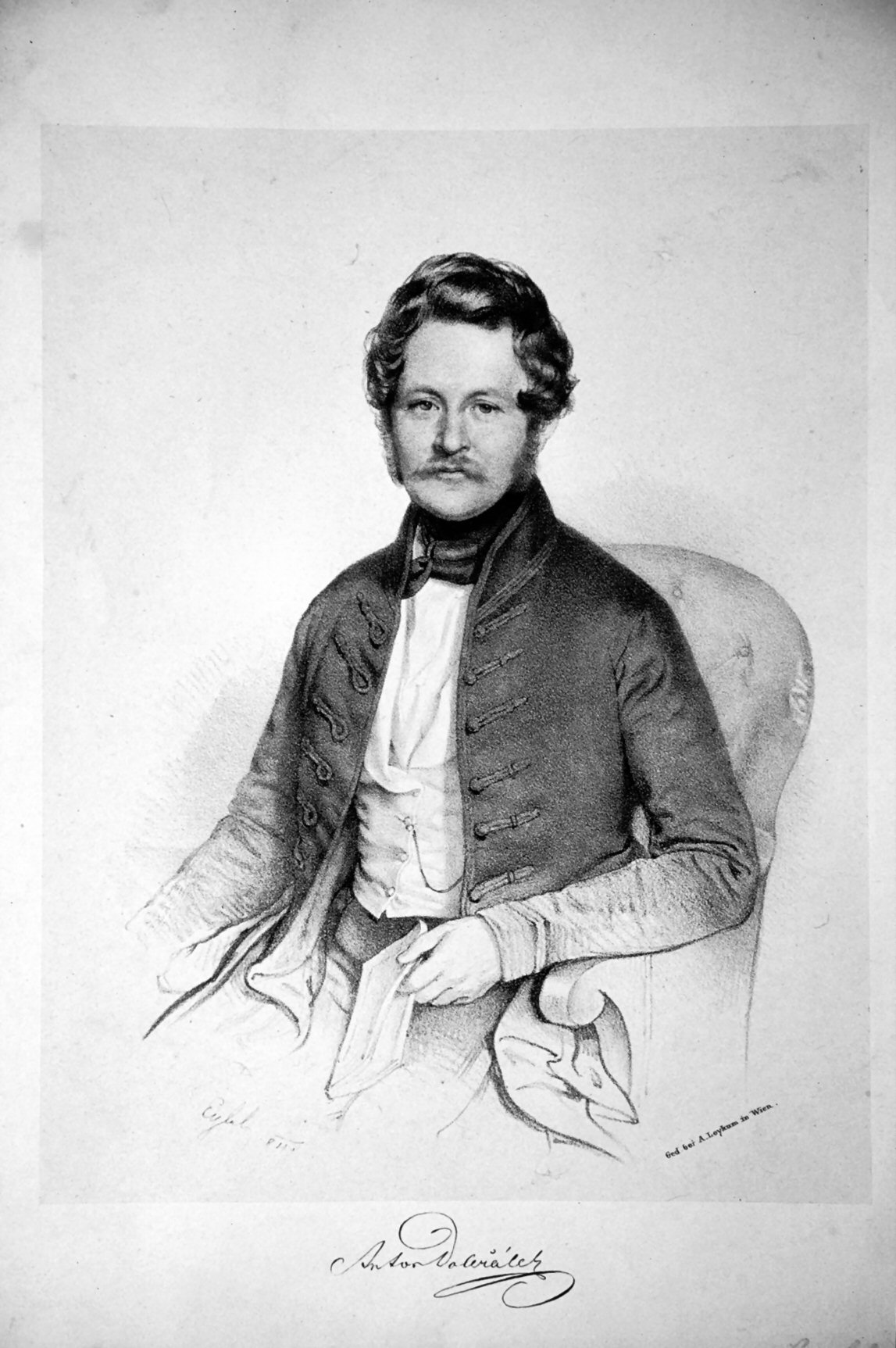
Pianista Antonín Doležálek
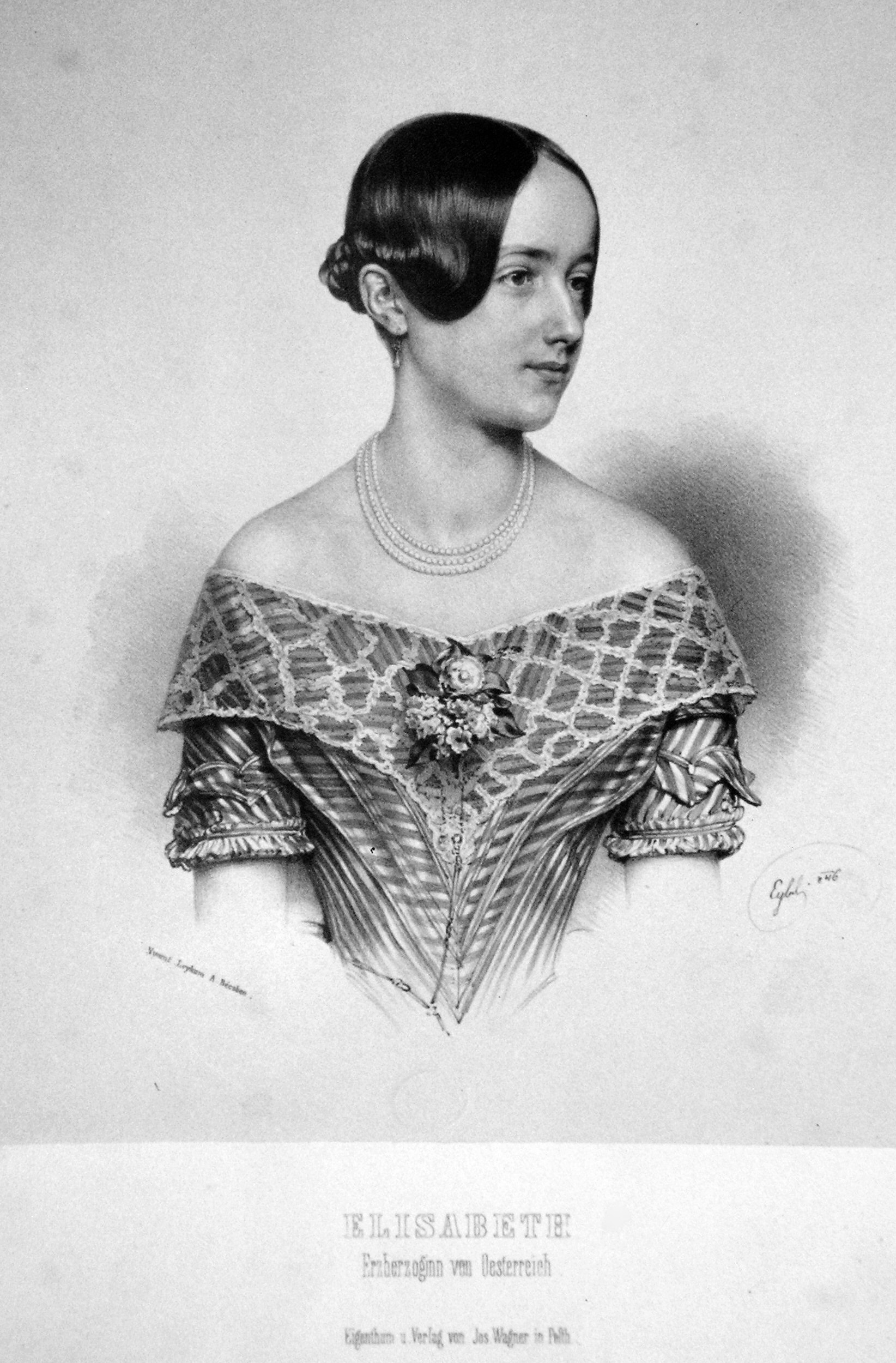
Arcivévodkyně Alžběta Rakouská, 1846
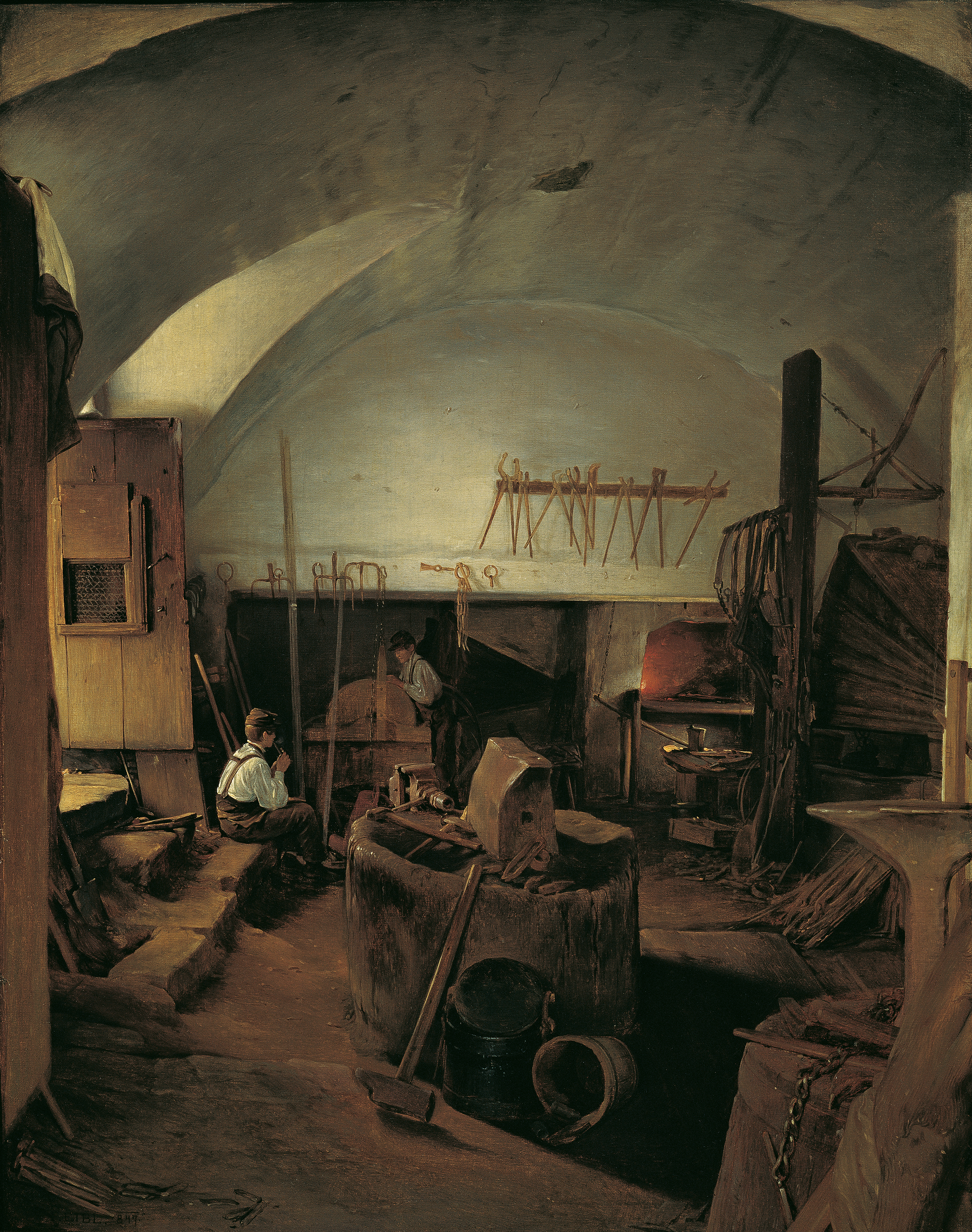
Kovářská dílna v Gossanu, 1835
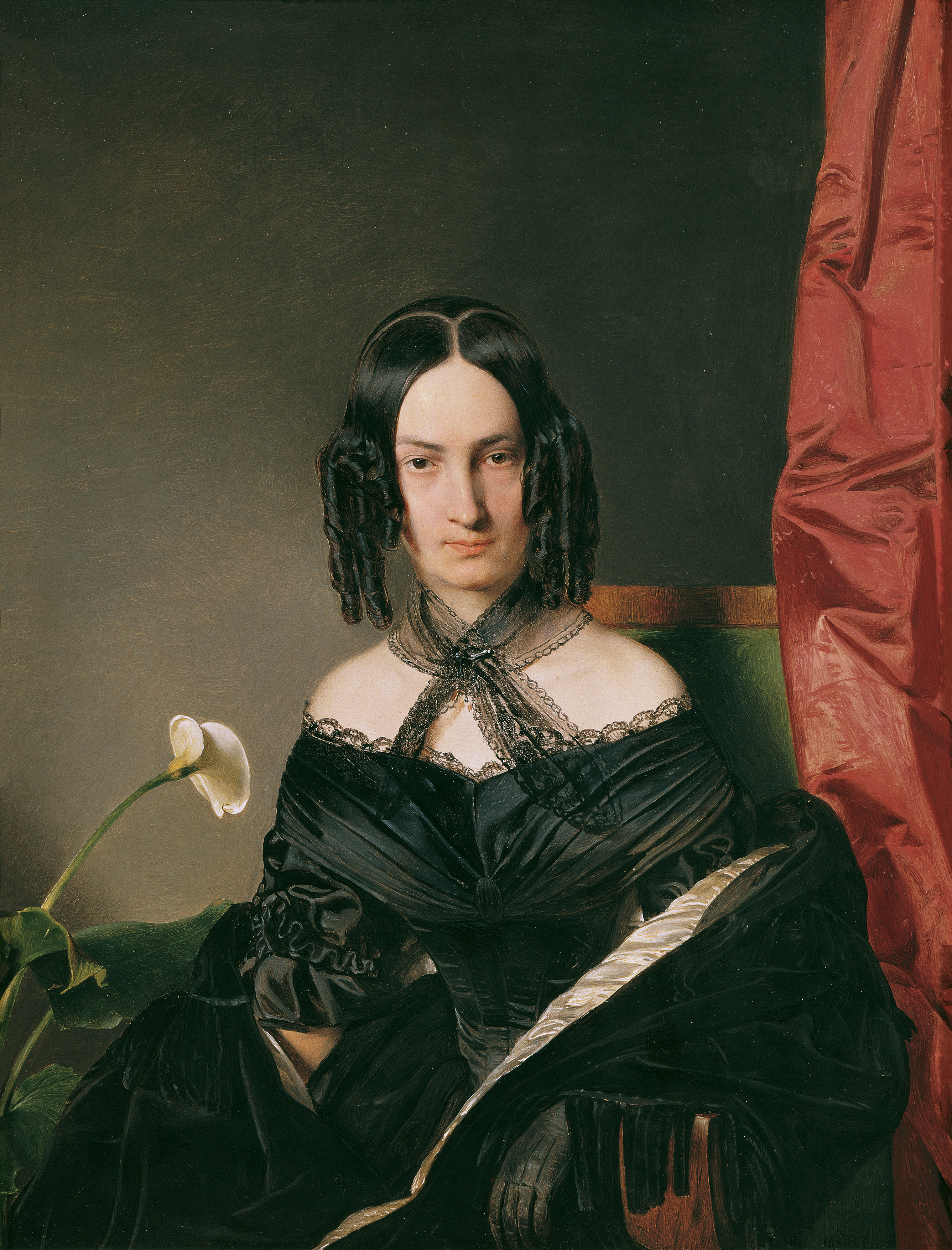
Paní Nadassy
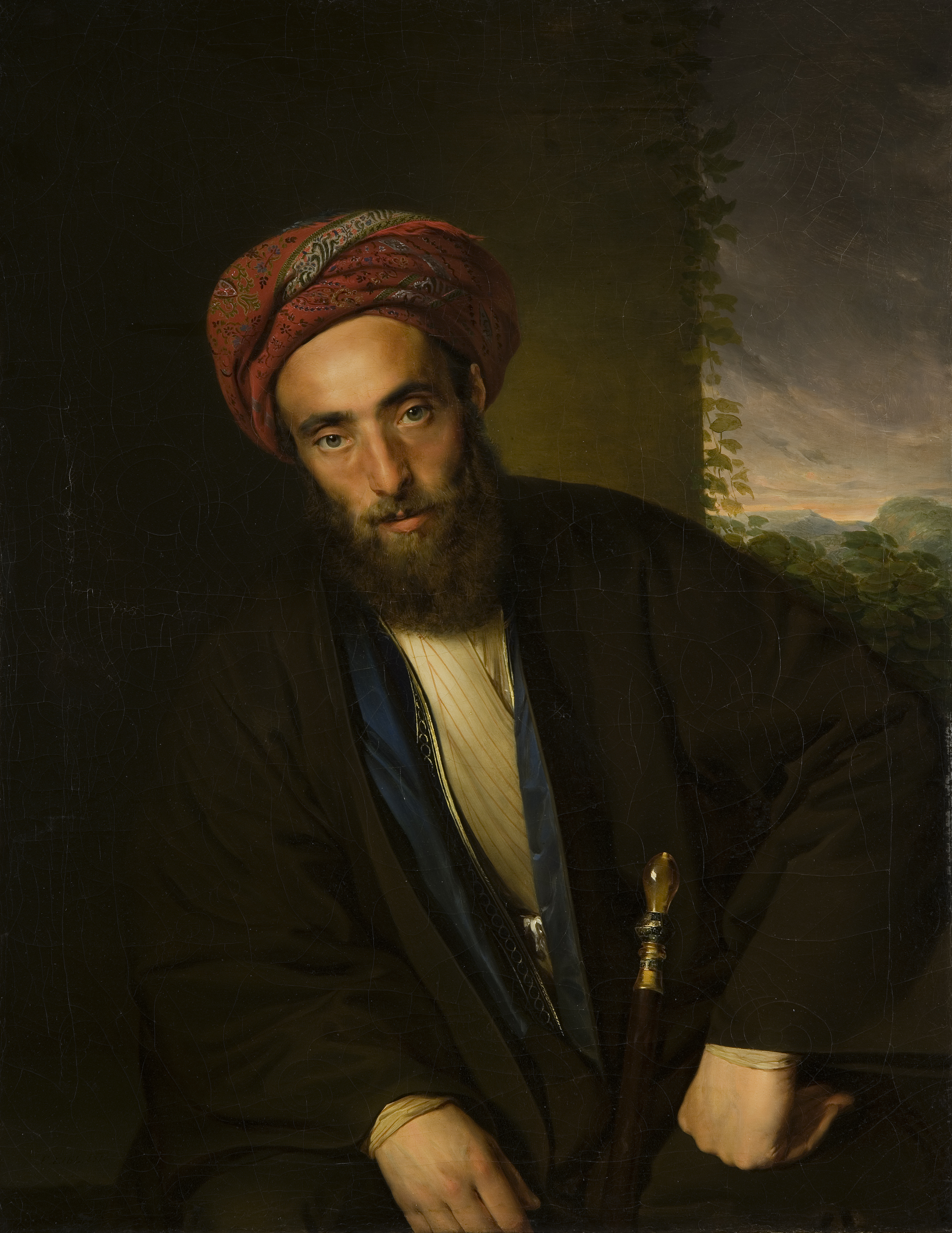
Sedící Armén
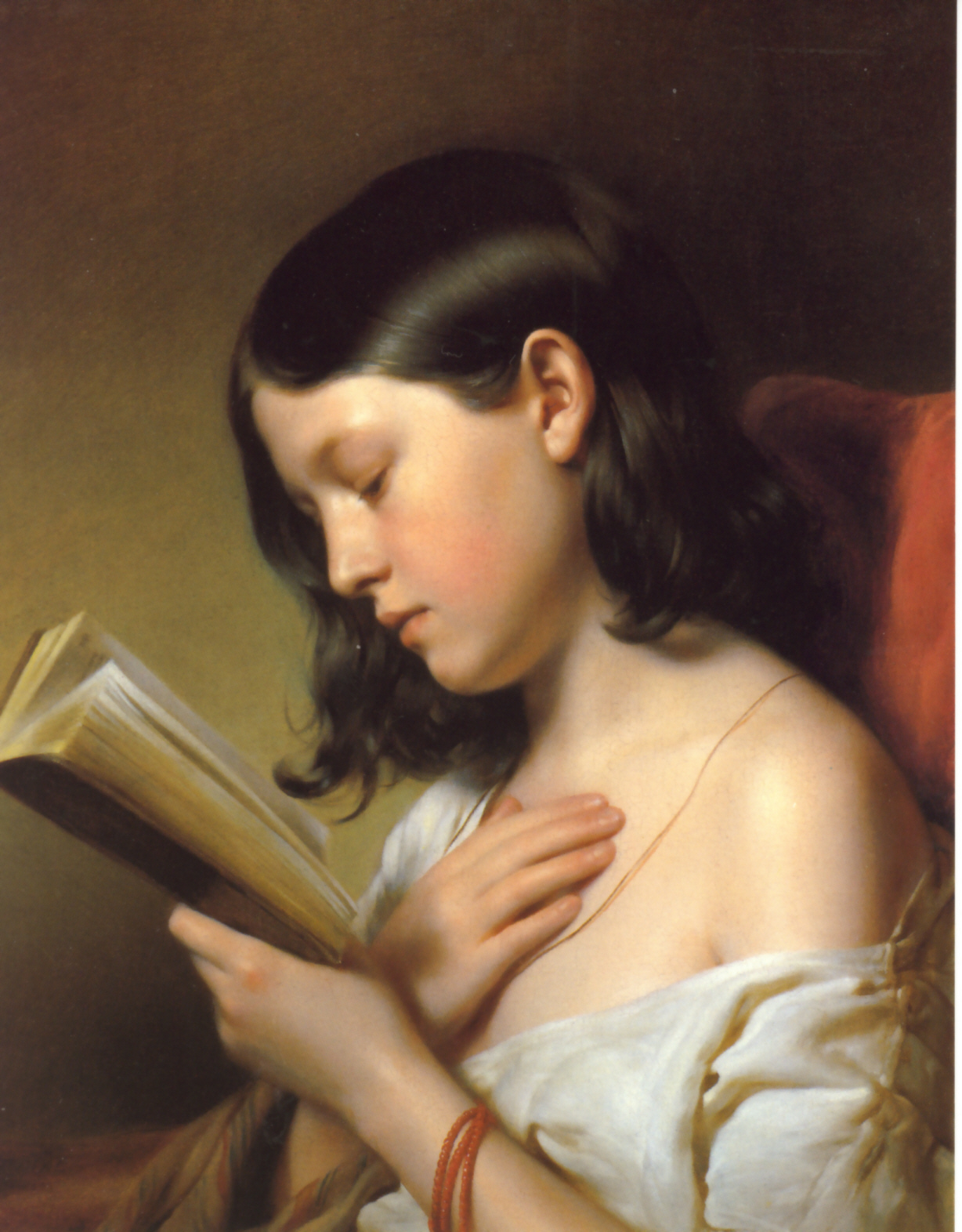
Čtoucí dívka, 1850
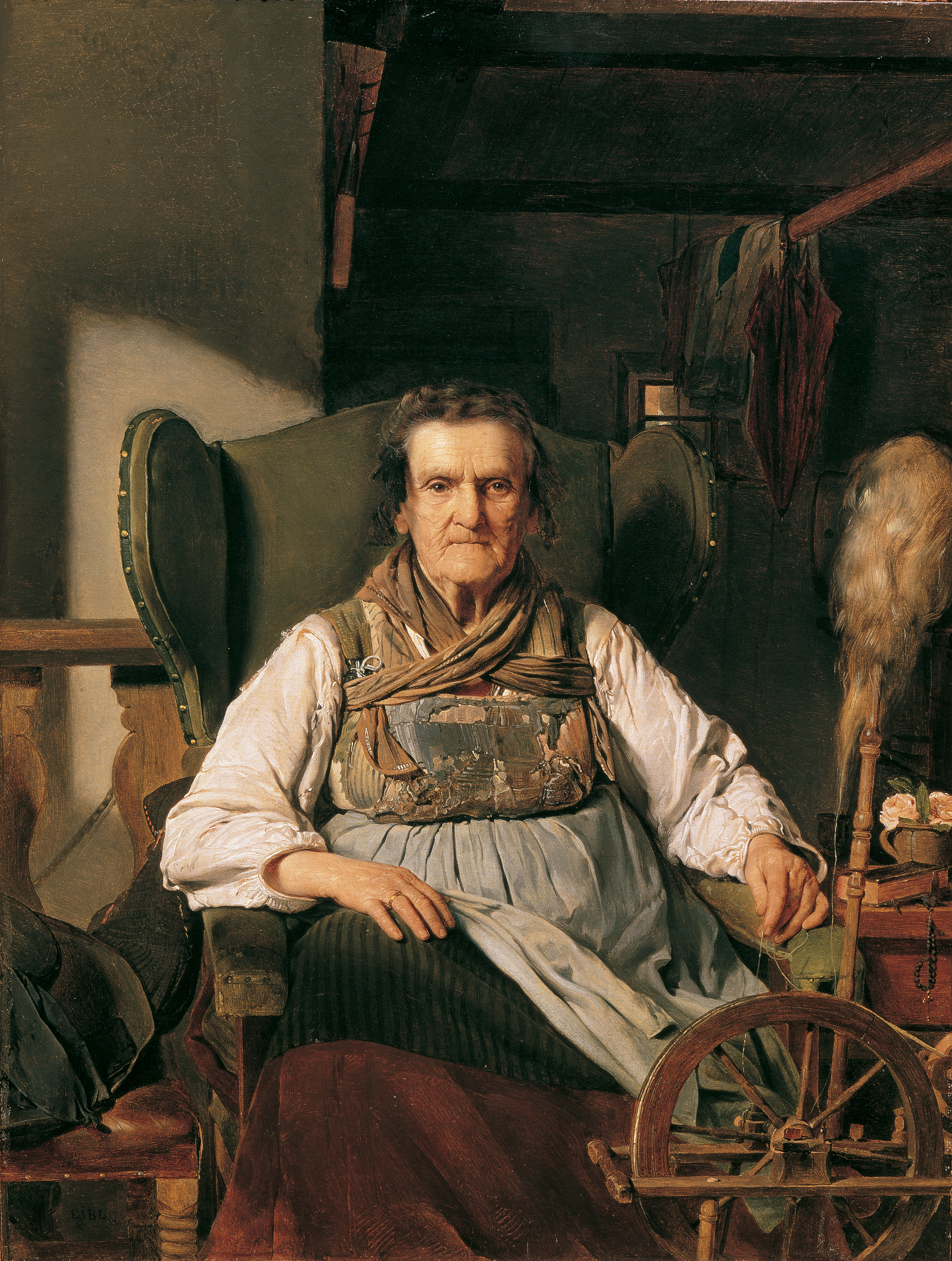
Selka z Ramsau u kolovratu
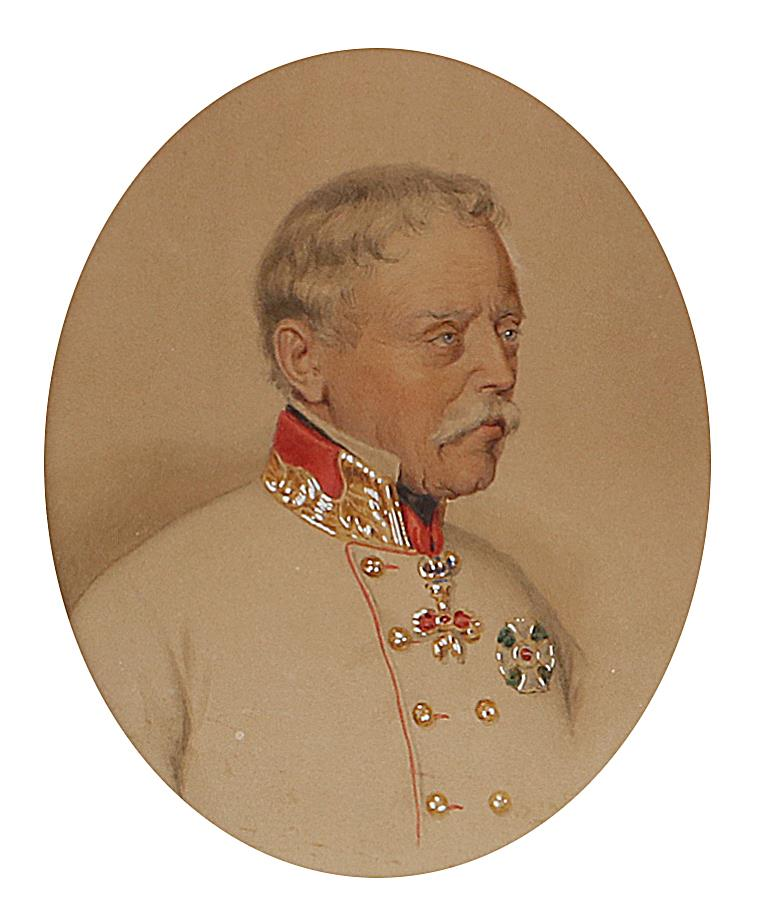
Maršál Radecký